# Emory Sherwood Adams

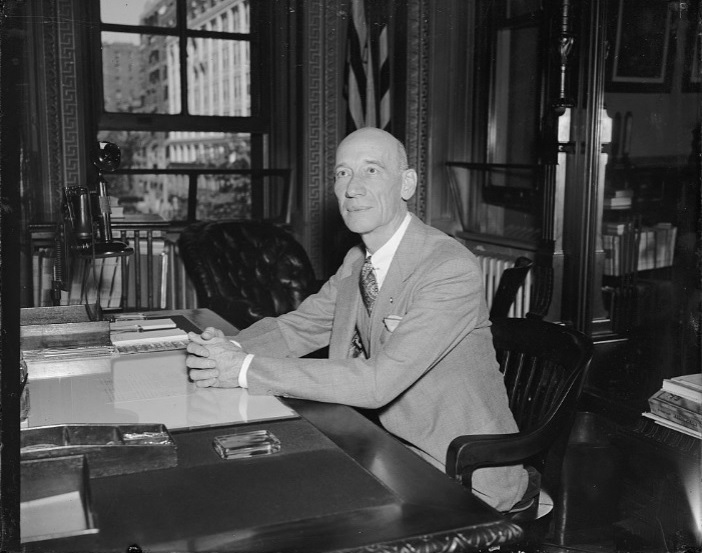
Generalmajor Emory Sherwood Adams (1938)

Emory Sherwood Adams (* 6. Februar 1881 in Manhattan, Kansas; † 30. November 1967 in Monterey, Kalifornien) war ein US-amerikanischer Generalmajor der US Army.

## Leben
Adams war zwischen 1898 und 1902 Angehöriger der 20th Kansas Infantry and Regular Army und im Oktober 1902 als Infanterieoffizier in die US Army übernommen. In der Folgezeit fand er Verwendungen auf den Philippinen sowie in China und nahm in Frankreich am Ersten Weltkrieg teil. Für die dortigen militärischen Verdienste wurde ihm die Army Distinguished Service Medal verliehen. Danach wechselte er in den Stab des Adjutant General versetzt, dem obersten Verwaltungsoffizier beim Chef des Stabes des Heeres (Chief of Staff of the Army). Nach seiner Beförderung zum Oberstleutnant (Lieutenant-Colonel) am 2. Januar 1926 war er zwischen 1927 und 1933 Assistent des Generaladjutanten für das IV. Korps (IV Corps) sowie im Anschluss von 1933 bis 1936 Assistent des Generaladjutanten für das IX. Korps (IX Corps ). In dieser Verwendung wurde er am 1. September 1934 zum Oberst (Colonel) befördert und fungierte anschließend zwischen 1936 und 1938 als Generaladjutant des IX. Korps.
Nach seiner Beförderung zum Generalmajor (Major General) wurde Adams schließlich am 1. Mai 1938 Nachfolger von Generalmajor Edgar Thomas Conley als Adjutant General of the U.S. Army und bekleidete diesen Posten bis zum 28. Februar 1942, woraufhin Generalmajor James Alexander Ulio sein Nachfolger wurde. Im Anschluss befand er sich vom 1. März 1942 bis zum 2. August 1945 zur besonderen Verfügung, ehe er schließlich aus dem aktiven Dienst ausschied.
Aus seiner Ehe mit Elies Yeates Adams ging der Sohn Emory Sherwood „Hank“ Adams, Jr., hervor, der als Offizier der US Army am Zweiten Weltkrieg, Koreakrieg sowie am Vietnamkrieg teilnahm und zuletzt zum Oberst befördert wurde. Nach seinem Tode wurde Emory Sherwood Adams auf dem San Francisco National Cemetery bestattet.